# Javorník (Ústí nad Orlicí-i járás)
Javorník község Csehországban, az Ústí nad Orlicí-i járásban. Javorník Džbánov, Zádolí, Hrušová, Libecina, Leština, Bučina, Příluka és Suchá Lhota településekkel határos. Lakosainak száma 243 fő (2024. január 1.).

## Népesség
A település lakosságának változását az alábbi diagram mutatja:
| Lakosok száma | 676  | 670  | 701  | 504  | 325  | 251  | 263  | 254  | 245  | 243  |
|               | 1869 | 1890 | 1921 | 1950 | 1980 | 2001 | 2017 | 2019 | 2022 | 2024 |